# Skylark

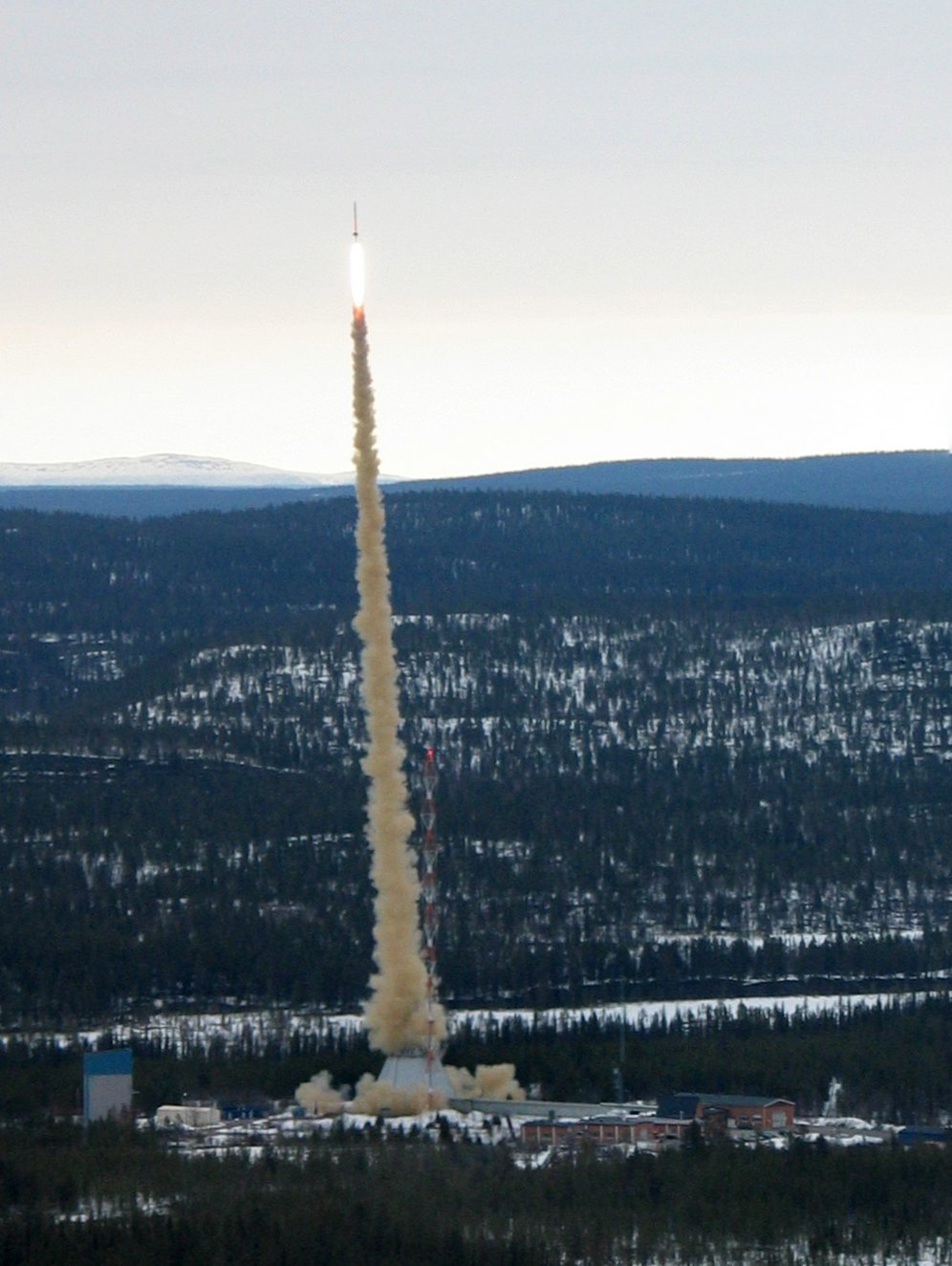
Skylark

Skylark é um foguete de sondagem construído pelo Royal Aircraft Establishment (RAS) e  Rocket Propulsion Establishment (RPE) da Inglaterra em 1955. O foguete parou de ser fabricado em  1979, embora houvesse foguetes o bastante em estoque para serem lançados até seu último lançamento em  2005.

## História
Skylark é um projeto britânico para um foguete de sondagem, originado em 1955, quando o Ministro de  Suprimento anunciou que o RPE e o RAS desenvolveriam um foguete em tempo para Ano Internacional da  Geofísica em 1957. O primeiro Skylark foi feito, para economizar, sem sistema de orientação, e torres  de lançamento construídas com partes de pontes do exército sobrando.
O seu primeiro voo ocorreu em 13 de fevereiro de 1957, a partir do campo de Woomera, Austrália, seguido de dois voos de teste, e em novembro de 1957, a primeira missão operacional levando experimentos científicos.
Através dos anos diferentes versões apareceram, o primeiro Skylack era capaz de levantar 45 kg a 150 Km;  a última variante, de três estágios Skylark 12, podia carregar um carga útil de 200 kg a 576 km. O  foguete era internacional, sendo usado pela ESRO (Organização de Pesquisa Espacial Europeia) em  1964-72 e Alemanha desde 1970. O programa britânico do Skylark terminou em 1979, depois de 266  lançamentos, e o foguete foi então fabricado até novembro de 1994 pela iniciativa privada; quando não  mais se fabricaria os motores do foguete. Mas tinha sobrado Skylark 7 o bastante no estoque da ESA (Agência Espacial Europeia) para continuar os lançamentos do foguete mais famoso da Inglaterra até ao início do novo século.
A partir de 1999 uma companhia sediada em Bristol, a Sounding Rocket Services, continuou prestando  serviços em lançamentos do Skylark.
O lançamento número 441 e último, levando a carga útil Maser 10, foi feito em 2 de maio de 2006 na Suécia, com êxito. Encerrou um dos mais bem sucedidos programas de todos os tempos.

## Desenvolvimento
O Controlled Weapons Departament (Departamento de Armas Controladas) foi criado em 1946, no seio do  Royal Aircraft Establishment (Estabelecimento da Força Aérea Real) RAE de Farnborough. O Rocket Propultion Establishment (Estabelecimento de Propulsão de Foguetes) (RPE) foi criado em Wescoot na mesma época. Estes dois organismos iniciariam o desenvolvimento de a atividade britânica em matéria de  propulsão e orientação de foguetes. No quadro dos estudos conduzidos no RAE no início dos anos 50, uma  série de veículos uma série de veículos experimentais foram estudadas, dentre os quais, o CTV5 série 3 capaz de enviar uma carga útil de 45 kg a mais de 150 km de altitude.
O Comité Gassiot da Royal Society definira, desde 1941-43, um programa de estudos da atmosfera. Em maio  de 1953, o comité recebeu uma proposta do ministério de suprimento para usar os foguetes disponíveis a fins de sondagem atmosférica. Em 1955, após um estudo aprofundado das necessidades dos cientistas e foguetes existentes, apareceu que o RAE estaria habilitado em fornecer um foguete capaz de lançar 45 kg a 210 km de altitude para o Ano Internacional da Geofísica de 1957.
Este foguete, designado Skylark a partir de 1956, deveria medir 7,60 m de comprimento, 44 cm de diâmetro e 96 cm de envergadura. O propulsor Raven fornecido pelo RPE, queimava sua carga de 840 kg de propelente (perclorato de amônio, ligando polisobutileno e pó de alumínio) em trinta segundos. O primeiro modelo, Raven I que fornecia uma impulsão de total de 1450 kNs ao solo, foi substituído desde 1958 pelo Raven II de 1540 kNs. O impulso relativamente fraco (da ordem de 50 kN) deixava o veículo sensível ao vento, o que necessitou  construção duma torre de lançamento de 25 metros de altura pesando 30 toneladas, orientável (10 graus) sobre seus eixos.
Uma primeira série de seis testes tecnológicos foi conduzida no campo de lançamentos de Woomera, na Austrália a partir de fevereiro de 1957. Os três primeiros lançamentos tendo sido bem sucedidos, as experiências científicas começaram no quarto lançamento em novembro de 1957.
Após vinte e dois lançamentos em configuração monoestágio, o primeiro Skylark biestágio foi lançado em abril de 1960. O booster utilizado para acelerar o Raven era o Cuckoo de mesmo diâmetro e que levava ao foguete uma altura total de 9,15 m. Ele queimava durante quatro segundos com um impulso total de 364 kNs. Esta versão do Skylark poderia lançar uma carga útil de 150 kg a 200 km de altitude. Os melhoramentos do Skylark se seguem em 1962 com a aparição do motor Raven V (1780 kNs]] carregado de um novo propelente. Contudo, os motores Raven II e VA eram direcionados a fins diferentes. As modificações menores conduziram às versões VII e VIA respectivamente, depois a versão VII dotada do propelente da versão VI se tornou o Raven VIII. A introdução dos dispositivos de controle de altitude e da carga útil constituiu, em 1964, um outro tipo de melhoramento do foguete Skylark.

## Últimas Versões
Os melhoramentos graduais do propulsor de navegação findaram no Raven XI de 2230 kNs no final de 1974. As versões mais recentes deste motor comportavam 990 kg de propelente sólido e fornecia mais de 2500 kNs em 39 segundos. Utilizado só (Skylark 5) ele pode enviar uma carga de 200 kg a 210 km de altura. Com um booster Goldfinch IIA (Skylark 7), alcança com a mesma carga ultrapassa 400 km. Esta versão pesa 1700 kg e mede 7,94 de altura (sem carga útil). A versão mais potente é o Skylark 12; ele se trata dum Skylark 7 dotado de um terceiro estágio Cuckoo IV que aplica 452 kNs em 15 segundos. Skylark 12 pesa 1935 kg e mede 9,25 m (sem carga útil) e culmina a 575 km com uma carga de 200 kg. Seu primeiro lançamento data novembro de 1976.
O programa de foguete de sondagem acabou no início de 1979 com um total de 266 Skylark lançados. Desde desta data os lançamentos são realizados por organismos alemães e suecos no quadro de programas nacionais ou por conta da ESA. Os últimos programas de microgravidade a utilizar este tipo de foguete são o TEXTUS e o MASER.